# The Unforgiven (Lied)
The Unforgiven (englisch für „Denen man nicht vergibt“) ist ein Lied der US-amerikanischen Heavy-Metal-Band Metallica. Es wurde als dritte Single aus dem fünften Studioalbum Metallica ausgekoppelt. Der Song hat mit The Unforgiven II von ReLoad und The Unforgiven III von Death Magnetic zwei Nachfolger auf späteren Alben.

## Musikstil
Der Song ist eine Halbballade oder Powerballade, zusammen mit dem noch ruhigeren Nothing Else Matters eine der stilistischen Neuerungen, die das Album Metallica brachte. Er beginnt mit einem auf der Akustikgitarre gespielten Intro, das mit einem Horn-Auftakt eingeleitet wird. Letzterer stammt, wie James Hetfield später im Making-of Classic Albums: Metallica – Metallica erklärte, aus einem Western, wurde aber umgedreht, so dass seine Herkunft verborgen blieb. Metallica hat die genaue Herkunft niemals offiziell bestätigt, so dass es nur Mutmaßungen gibt, um welchen Film es sich handelt. 
Bei dem Song drehte die Band das klassische Schema um, bei dem eine Strophe akustisch und zurückhaltend und der Refrain mit verzerrten Gitarren gespielt wird. Der Song war der dritte Top-40-Hit der Band in den Billboard Hot 100 und erreichte dort Platz 35.

## Text
Laut Aussage der Band geht es in dem Lied darum, dass es Menschen gibt, die in ihrem Leben nie die Initiative ergreifen und nur in die Fußstapfen anderer treten oder ihr Leben von anderen verplanen ließen.

## Liveaufführungen
The Unforgiven wurde live auf der Nowhere-Else-to-Roam-Tour für das schwarze Album von 1991–1993 gespielt. 2003–2004 wurde es erneut auf der Tour Madly in Anger with the World zum Album St. Anger gespielt wie auch auf der Tour Escape from the Studio 2006. Auch auf der World-Magnetic-Tour zu Death Magnetic und den Touren zu den folgenden Alben war der Song im Live-Programm. Bei den Live-Aufführungen gibt es ein zusätzliches Solo am Ende des Songs.

## Musikvideo
Das Musikvideo ist in schwarz-weiß gehalten. Es zeigt einen kleinen Jungen, der in einer in Stein gehauenen Höhle lebt. Im Verlaufe des Videos wird der Junge älter und schließlich zum alten Mann. Dabei versucht er, eine Ausbuchtung oder ein Fenster im Fels zu schaffen. Er hat ein Amulett, nach dem er gelegentlich greift. Am Ende des Videos gelingt ihm der Durchbruch, er kann sein Amulett hindurchreichen. Danach stirbt er. Es gibt eine extralange, 11:33 Minuten dauernde Fassung, die eine mehrere Minuten dauernde, der Kurzversion vorhergehende Handlung enthält. Diese Version ist auch auf der Videokompilation The Videos 1989–2004 enthalten.

## Coverversionen
Das Lied wurde von Doug Pinnick, Vernon Reid, Frankie Banali und Tony Franklin auf dem Tributalbum Metallic Assault: A Tribute to Metallica gecovert.
Es gibt auch Cover aus anderen Musikstilen, etwa dem Bluegrass. The Unforgiven wurde etwa von Iron Horse auf dem Album Fade to Bluegrass: The Bluegrass Tribute to Metallica nachgespielt. Eine gregorianische Version von Gregorian erschien auf dem Album Masters of Chant Chapter V.
Die Schweizer Popsängerin Stefanie Heinzmann coverte den Song im Rahmen eines Projekts „German Tribute to Metallica“ ebenfalls. Er erschien auf der Deluxe-Version ihres Albums Masterplan und wurde auch als Single ausgekoppelt. Lars Ulrich traf Heinzmann in Berlin und sagte, dass ihm die Version gefiele.
Die finnische Cello-Rockband Apocalyptica coverte das Stück auf Plays Metallica by Four Cellos. Die Metallica-Tribute-Band Harptallica veröffentlichte auf Harptallica: A Tribute eine Version mit Harfe.
Alborosie veröffentlichte 2018 eine Reggaevariante.

## The Unforgiven II
The Unforgiven II wurde wie der erste Teil von James Hetfield, Lars Ulrich und Kirk Hammett geschrieben und auf dem Album ReLoad veröffentlicht. Musikalisch ist der Song ähnlich strukturiert und beginnt auch mit dem Horn-Auftakt, auch die Akkordfolge ist ähnlich, aber hier ist die Strophe ruhiger und der Refrain laut gespielt. Zu dem Lied drehte die Band ebenfalls ein Musikvideo.
The Unforgiven II wurde zunächst lediglich bei den Billboard Music Awards 1997 live gespielt, nachdem die Band den Preis für den „Künstler des Jahres“ gewonnen hatte. 2015 wurde das Lied das erste Mal seit 1997 beim Festival Rock im Revier live gespielt. Auf der Setlist für das Festival Rockavaria war es ebenfalls enthalten. 
Ein Jahrzehnt später folgte dann The Unforgiven III auf dem Album Death Magnetic.

## The Unforgiven III
The Unforgiven III wurde von James Hetfield, Lars Ulrich, Kirk Hammett und Robert Trujillo als weitere Fortsetzung geschrieben. Das Lied ist ähnlich strukturiert wie The Unforgiven, es hat ebenfalls eine verzerrt gespielte Strophe und einen akustisch gespielten Refrain. Das Stück hat keinen Horn-Auftakt, aber dafür ein Akustik-/Klavier-Intro mit Bläsern im Hintergrund. Es wurde nicht als Single ausgekoppelt. Dennoch erreichte es in der Schweiz Platz zwölf der Charts. Auch die Produktion eines Musikvideos zu dem Lied fand nicht statt. Am 14. April 2010 wurde es erstmals in Oslo aufgeführt. 2010 wurde der Song ebenfalls für einen Grammy Award in der Kategorie Best Hard Rock Performance nominiert.

## Kommerzieller Erfolg

### The Unforgiven
| ChartsChartplatzierungen       | Höchstplatzierung | Wochen |
| ------------------------------ | ----------------- | ------ |
| Deutschland (GfK)              | 47 (6 Wo.)        | 6      |
| Vereinigte Staaten (Billboard) | 35 (17 Wo.)       | 17     |
| Vereinigtes Königreich (OCC)   | 15 (4 Wo.)        | 4      |

| Land/Region                  | Auszeichnungen für Musikverkäufe (Land/Region, Auszeichnung, Verkäufe) | Verkäufe  |
| ---------------------------- | ---------------------------------------------------------------------- | --------- |
| Australien (ARIA)            | 3× Platin                                                              | 210.000   |
| Brasilien (PMB)              | Gold                                                                   | 30.000    |
| Deutschland (BVMI)           | Gold                                                                   | 300.000   |
| Italien (FIMI)               | Gold                                                                   | 35.000    |
| Neuseeland (RMNZ)            | Platin                                                                 | 30.000    |
| Spanien (Promusicae)         | Gold                                                                   | 30.000    |
| Vereinigte Staaten (RIAA)    | 2× Platin                                                              | 2.000.000 |
| Vereinigtes Königreich (BPI) | Silber                                                                 | 200.000   |
| Insgesamt                    | 1× Silber · 4× Gold · 6× Platin ·                                      | 2.835.000 |

### The Unforgiven II
| ChartsChartplatzierungen       | Höchstplatzierung | Wochen |
| ------------------------------ | ----------------- | ------ |
| Deutschland (GfK)              | 23 (9 Wo.)        | 9      |
| Österreich (Ö3)                | 18 (11 Wo.)       | 11     |
| Vereinigte Staaten (Billboard) | 59 (15 Wo.)       | 15     |
| Vereinigtes Königreich (OCC)   | 15 (4 Wo.)        | 4      |

| Land/Region       | Auszeichnungen für Musikverkäufe (Land/Region, Auszeichnung, Verkäufe) | Verkäufe |
| ----------------- | ---------------------------------------------------------------------- | -------- |
| Australien (ARIA) | Gold                                                                   | 35.000   |
| Dänemark (IFPI)   | Gold                                                                   | 45.000   |
| Neuseeland (RMNZ) | Gold                                                                   | 15.000   |
| Insgesamt         | 2× Gold · 1× Platin ·                                                  | 130.000  |

### The Unforgiven III
Chartplatzierungen
| ChartsChartplatzierungen | Höchstplatzierung | Wochen |
| ------------------------ | ----------------- | ------ |
| Schweiz (IFPI)           | 12 (7 Wo.)        | 7      |

### Coverversionen
| ChartsChartplatzierungen | Höchstplatzierung | Wochen |
| ------------------------ | ----------------- | ------ |
| Deutschland (GfK)        | 10 (17 Wo.)       | 17     |
| Österreich (Ö3)          | 30 (10 Wo.)       | 10     |
| Schweiz (IFPI)           | 20 (11 Wo.)       | 11     |